# Białogródka
Białogródka (ukr. Білогородка) – wieś na Ukrainie w rejonie dubieńskim obwodu rówieńskiego.
Prywatna wieś szlachecka Biłohorodka, położona w województwie wołyńskim, w 1739 roku należała do klucza Ptycza Lubomirskich.